# تادووانکودی
تادووانکودی (به لاتین: Tadduvankoddi) یک منطقهٔ مسکونی در سری‌لانکا است که در استان شمالی (سری‌لانکا) واقع شده‌است.